# Oskar Smreker
Oskar Maria Smreker (* 19. August 1854 auf Görzhof bei Cilli; † 19. Februar 1935 in Paris) war ein österreichischer Bauingenieur.

## Leben
Oskar Smreker studierte von 1870 bis 1874 an der mechanisch-technischen und an der Ingenieur-Abteilung der Eidgenössischen Technischen Hochschule Zürich und schloss seine Studien mit dem Diplom ab. Anschließend war er beim Bau der Moselbahn tätig und trat im Jahr 1875 bei Civilingenieur Gruner in Regensburg ein. Er arbeitete als Oberingenieur bei der italienischen Società nationale per Gasometri ed Acquedotti in Bologna und bei der Firma Aird & Marc in Berlin. Im Auftrag dieser Firma beteiligte er sich an dem Aufbau der Wasserversorgung der Stadt Darmstadt. In Mannheim gründete er sein eigenes Unternehmen, die Wasserwerks- und Kanalisationsbauten Oskar Smreker GmbH und war maßgeblich am Bau des Mannheimer Wasserturms beteiligt. Er wurde mit dem Bau der Wasserwerke in Ludwigshafen am Rhein, Rüdesheim und Boppard sowie in zahlreichen anderen deutschen Städten betraut. 1912 errichtete er den Wasserturm Eichwalde. Im Jahr 1914 promovierte Oskar Smreker im Alter von 60 Jahren an der Eidgenössischen Technischen Hochschule Zürich zum Doktor-Ingenieur (Dr.-Ing.). Das Thema seiner Dissertation lautete: „Das Grundwasser, seine Erscheinungsformen, Bewegungsgesetze und Mengenbestimmung“.
Nach dem Ersten Weltkrieg lebte er einige Jahre in Luzern. Er starb in Paris, wo er sich als beratender Ingenieur niedergelassen hatte. Smreker war sowohl in Mannheim als auch in Luzern österreichischer Konsul.